# ألبير بوتوك
ألبير بوتوك (بالتركية: Alper Potuk)‏ وهو لاعب كُرة قدم تُركي في مركز وسط مدافع ولد في يوم 8 نيسان 1991 في بلدة بولفادين في تركيا وهو يلعب حالياً مع نادي فنربخشة وسبق له اللعب مع نادي إسكيشهر سبور ولعب مع منتخب تركيا لكرة القدم ويبلغ طوله 177 سم.

## روابط خارجية
- ألبير بوتوك على موقع الاتحاد الدولي (مؤرشف)  (الإنجليزية)
- ألبير بوتوك على موقع الاتحاد الأوربي (الإنجليزية)
- ألبير بوتوك على موقع اتحاد تركيا (لاعب) (الإنجليزية)
- ألبير بوتوك على موقع قاعدة بيانات كرة القدم.إي يو (الإنجليزية)
- ألبير بوتوك على موقع ناشيونال فوتبول تيمز (الإنجليزية)
- ألبير بوتوك على موقع Soccerway.com (الإنجليزية)
- ألبير بوتوك على موقع عالم كرة القدم.نت (الإنجليزية)
- ألبير بوتوك على موقع AS.com (الإسبانية)